# 波奈束風景
波奈束 風景（はなたば ぶーけ）は、日本の女性声優。主にアダルトゲームに声をあてている。

## 出演
太字は主役・メインキャラクター。

### アダルトゲーム

#### 2008年
- ちぇいすと☆ちぇいすっ!（朝香真名）[1]

#### 2009年
- プリティ☆ウィッチ☆アカデミー!（シャルロッテ=エッケハルディン）[2]

#### 2010年
- 色に出でにけり わが恋は（鈴枝小町）[3]
- エヴォリミット（一条雫）[4]
- 処女はお姉さまに恋してる 2人のエルダー（七々原薫子）[5]

#### 2011年
- 穢翼のユースティア（リサ）[6]
- 神咒神威神楽（久雅竜胆）[7]
- With Ribbon（穂坂陽奈）[8]

#### 2012年
- 英雄*戦姫（アレキサンダー）[9]
- 神がかりクロスハート!（汐崎聖）[10]
- ミライセカイのプラネッタ（鈴川小夏）[11]

#### 2013年
- 参千世界遊戯（トモエ・ナカハラ / 中原静）[12]
- 大図書館の羊飼い a good librarian like a good shepherd（望月真帆）[13]
- 月あかりランチ OZ sings, The last fairy tale.（アブリル=ポワッソン）[14]
- Electro Arms -Realize Digital Dimension-（阿笠忍）
- 星ノ音サンクチュアリ（神領寺姫翠）[15]
- つよきすNEXT（刃牙音子）[16][17]

#### 2014年
- 恋する夏のラストリゾート（幸崎 羽海）
- 英雄*戦姫GOLD（アレキサンダー）[18]
- 大図書館の羊飼い -Dreaming Sheep-（望月真帆）[19]
- 天秤のLa DEA。戦女神MEMORIA（ウェンディス・プラーナ）[20]
- 彼女と俺と、恋するリゾート 〜彼女と俺と恋人と。＆恋する夏のラストリゾート Wファンディスク〜（幸崎羽海）[21]
- 春風センセーション!（羽代ミオ）[22]

#### 2015年
- エッチでヘンタイ!ヤキモチお嬢様!!（白鳥真由）[23]
- アンラッキーリバース Unlucky Re:Birth/Reverse（ミリーナ・リリアーノ）[24]
- アマカノ 〜Second Season〜（一ノ瀬穂波）[25]
- QUINTUPLE☆SPLASH（桜浦紗枝）[26]
- つよきすFESTIVAL（刃牙音子）[27]

#### 2016年
- 凍京NECRO〈トウキョウ・ネクロ〉（義城蜜魅）[28]
- 戦国†恋姫X〜乙女絢爛☆戦国絵巻〜（丹羽 麦穂 長秀）[29]
- 千の刃濤、桃花染の皇姫（稲生滸）[30]

#### 2017年
- 春音アリス*グラム（久遠寺 一葉）[31]
- はるるみなもに!（伊吹明日海）[32]

#### 2018年
- IxSHE Tell（花守 栞織）

#### 2019年
- 白恋サクラ*グラム（久遠寺 一葉）[33]
- 千の刃濤、桃花染の皇姫 -花あかり-（稲生滸）
- love clear -ラブクリア-（水澄 律）

#### 2020年
- アマカノ2（一ノ瀬 穂波）
- 春音アリス＊グラムWパッケージ（久遠寺 一葉）

#### 2021年
- 海と雪のシアンブルー（清木 琴羽）

#### 2022年
- アマカノ2 ～Perfect Edition～（一ノ瀬 穂波）
- 恋する夏のラストリゾート ミニFD（幸崎 羽海）
- 戦国†恋姫EX弐〜鬼の国、越前編〜（丹羽 麦穂 長秀）

#### 2023年
- 白恋サクラ＊グラムLF（久遠寺 一葉）

### オンラインゲーム
- 凍京NECRO＜トウキョウ・ネクロ＞ SUICIDE MISSION（義城蜜魅）
- UNITIA 神託の使徒×終焉の女神（ロシュヴァーン、クーア）
- あいりすミスティリア!〜少女のつむぐ夢の秘跡〜（ソフィアレーナ・ブロンセカ・クッカ・ヤトゥクー/ソフィ）[34]
- アイ・アム・マジカミ（丘田マリアンヌ）
- 星彩のアステルマキナ 開発中止（アルリシャ）[35]

### 一般向ゲーム
- 戦国†恋姫〜乙女絢爛☆戦国絵巻〜（2013年、丹羽 麦穂 長秀）
- 白恋サクラ*グラム（2025年、久遠寺 一葉）

### アダルトアニメ
- 少女セクト〜Innocent Lovers〜（2008年、燕条寺真弥）[36]
- カフェジャンキー（2008年、新田七海）
- とらいあんぐるBLUE（2009年、姫宮あかね）
- G-Best G-taste ベストセレクション（2010年、瀬能明日香）

### パチンコ
- CR戦国†恋姫〜乙女絢爛☆戦国絵巻〜（2016年、丹羽 麦穂 長秀）[37]

### ドラマCD
- Electro Arms -Realize Digital Dimension- 予約特典 オリジナルミニドラマCD（2013年、阿笠忍）

## ディスコグラフィ

### キャラクターソング
| 発売日  | 商品名                                         | 歌                                                                   | 楽曲                                   | 備考                               |
| 2011年  | 2011年                                         | 2011年                                                               | 2011年                                 | 2011年                             |
| ------- | ---------------------------------------------- | -------------------------------------------------------------------- | -------------------------------------- | ---------------------------------- |
| 2月25日 | With Ribbon 初回限定版特典キャラクターソングCD | 穂坂陽奈（波奈束風景）                                               | 「Honey」                              | PCゲーム『With Ribbon』関連曲      |
| 2013年  |                                                |                                                                      |                                        |                                    |
| 1月25日 | 明日への栞/Dear Smile                          | 望月真帆（波奈束風景）、芹沢水結（朝倉鈴音）、嬉野紗弓実（真宮ゆず） | 「Dear Smile -Tricolour Trio's Ver.-」 | PCゲーム『大図書館の羊飼い』関連曲 |